# رقابت بین‌المللی موسیقی ماریا کانالس
رقابت بین‌المللی موسیقی ماریا کانالس (کاتالونیایی: Concurs Internacional de Música Maria Canals Barcelona؛ IPA: [kuŋˈkurs intərnəsiuˈnaɫ də ˈmuzikə məɾi.ə kəˈnaɫz βərsəɫonə]) نام یک رقابت بین‌المللی موسیقی است که همه ساله در «قصر موسیقی کاتالان» در بارسلون برگزار می‌شود.
این مسابقات در سال ۱۹۵۴ میلادی توسط نوازندهٔ پیانو «ماریا رِمئی کانالس ئی ثِندروس» (۲۰۱۰–۱۹۱۳) و همسرش «روسند یاتس» (۱۹۷۳–۱۸۹۹) و تنها برای رشتهٔ پیانونوازی، پایه‌گذاری شد؛ اما از سال ۱۹۶۴ میلادی، نوازندگانِ سازهای دیگر موسیقی هم در آن، با یکدیگر رقابت می‌کنند.
از همان سالِ تأسیس تا کنون، بیش از ۷۰۰۰ نفر از ۱۰۰ کشور جهان با حدود ۱۸۰ داور بین‌المللی در این مسابقات حضور داشته‌اند و از سال ۱۹۵۸ میلادی، عضوِ «فدراسیون جهانی مسابقات بین‌المللی موسیقی» بوده است.
پوستر این رقابت‌ها، گاهی توسط هنرمندان نامداری چون «خوان میرو»، «آنتونی تاپی‌یس» و «خوان کلاوه» طراحی شده است.